# クヌーズ・ハーダ
クヌーズ・ハーダ（Knud Harder 1885年3月31日 - 1967年4月16日）は、デンマークの作曲家、オルガニスト、指揮者。

## 生涯
コペンハーゲンに生まれた。学校卒業後、カール・ニールセンの音楽との出会いをきっかけに音楽の勉強を開始した。後にニールセン本人に出会っており、2人は1904年から1920年代の後半まで書簡の交換を続けた。1904年頃には研鑽のためにミュンヘンへと赴いている。当時まだ20歳だったにもかかわらず、彼は同地で自作を披露するとともに指揮者として活動する機会を得ている。
既に1904年の最初の段階からハーダとニールセンは書簡の中で様々な話題を持ち出しており、中にはハーダがドイツの雑誌『Die Musik』誌に寄稿して1906年に出版された記事についての言及もある。その記事によりハーダはドイツでニールセンの音楽を普及させようと試みている。他に手紙に書かれていることはドイツとフランスで出版された音楽哲学に関する小論『Fantasia appasionata』についてなどである。
1910年にアシャッフェンブルクの劇場でチャプレンとなる。しかし1915年には神学を収めるためにコペンハーゲン大学に入学、1920年に修士号を取得した。大学在籍中の1915年5月1日から1920年8月14日まではBorchs Kollegiu（英語版）で学んだ。
フレゼレクスベアに没した。

## 主要作品
- ピアノ曲 （1907年以前）
- ヴァルター・フォン・デア・フォーゲルヴァイデによる歌曲 （テノールと室内オーケストラ 1907年以前）
- バリトンと男声合唱、管弦楽のための『ムルテンの戦い』 （1908年）
- オルガンのためのフーガ ト短調 作品3
- 弦楽四重奏曲 変ロ短調 作品4 （ブレーメンのSchweers & Haakeの版権 1908年）
- 数曲の交響曲 （1910年以前）
- 弦楽オーケストラのための交響的間奏曲『Schwarzwälder Zwischenklänge』 （1909年）
- クラリネットのオブリガート付き弦楽四重奏曲 ハ短調 作品6 （1912年）
- 管弦楽曲『Avaluns Zauberwald』 作品7
- フリードリヒ・ヘッベルによる5つの詩『Du bist allein』、『Wenn die Rosen ewig blühten』、『Hexenritt』、『Der Knabe』、『Selbsvertrauen』 （1910年）
- ヘルマン・ヘッセの詩を称えて （1910年）
- 合唱のための大舞台『ゴリアテとダヴィデ』 （1919年）
- 歌曲『Løft dig sjæl på lysets vinger』 （1938年）
- ヴィオラ協奏曲 （1951年以前）
- ヨハネス・ヤアアンスン（英語版）の詞による4つの歌曲『Dagning』、『Den døde Tid er ej forbi』、『Danmark』、『Nymfer』 （1916年9月以前）